# طاهر بن جلون
طاهر بن جلون شاعر و نویسنده مراکشی که به زبان فرانسه می‌نویسد و متولد اول دسامبر ۱۹۴۴ در شهر فاس (به فرانسه:Fès) در مراکش است.

## زندگی‌نامه
ابتدا در مدرسه قرآنی محله و سپس در مدرسه دو زبانه عربی-فرانسه که توسط یک فرانسوی اداره می‌شد شروع به آموختن کرد. با خانواده‌اش به شهر طنجه (به فرانسه:Tanger) نقل مکان می‌کند و تا ۱۸ سالگی در همین شهر می‌ماند. سپس مشغول به تحصیل در رشته فلسفه در دانشگاه محمد پنجم رباط می‌شود جایی که اولین شعرش را با نام مردمان در زیر کفنی از سکوت جمع شده‌اند را می‌نویسد.
در سال ۱۹۶۷ طاهر بن جلون، یک معترض سیاسی جوان صلح‌آمیز، یکی از نزدیک به صد مردی بود که توسط ارتش مراکش در بازداشتگاه تنبیهی نگهداری شدند. سال‌ها بعد او این خاطرات وحشتناک در کتابی به نام تأدیب ثبت کرد.
از سال ۱۹۷۲ مقالات مختلفی از او در مجله لوموند به چاپ می‌رسد.
در سال ۱۹۷۵ موفق به دریافت دکترا روان‌شناسی اجتماعی می‌شود و کتاب سلول انفرادی را براساس تجربیاتش به عنوان روان درمانگر به نگارش درمی‌آورد.
در سال ۱۹۸۵ کتاب فرزند خاک را نوشت که برایش شهرت به همراه داشت و در سال ۱۹۸۷ با کتاب شب مقدس برنده جایزه گنکور شد که دنباله کتاب فرزند خاک بود.
او به همراه همسر و فرزندانش ساکن شهر پاریس است و چندین کتاب آموزشی از جمله توضیح نژادپرستی به دخترم در سال ۱۹۹۷ از او به چاپ رسیده‌است.
جلون در اول فوریه ۲۰۰۸ موفق به دریافت نشان لژیون دونور شد که توسط نیکلاس سارکوزی رئیس‌جمهور وقت فرانسه به او اهدا شد. او هم‌اکنون عضو فرهنگستان گنکور است. وی جایگزین فرانسوا نوریسیه (به فرانسه:François Nourissier) شد که از سمت خود استعفا داده بود.

## طاهر بن جلون در ایران
از این نویسنده و شاعر کتاب‌های زیادی به فارسی ترجمه شده است. عسل و حنظل و تادیب با ترجمه محمدمهدی شجاعی از نشر برج، با چشمان شرمگین با ترجمه اسدالله امرایی از نشر مروارید و مرگ نور با ترجمه بهمن یغمایی از نشر چشمه برخی از این آثار هستند. 